# Wohnstadt (Mömbris)

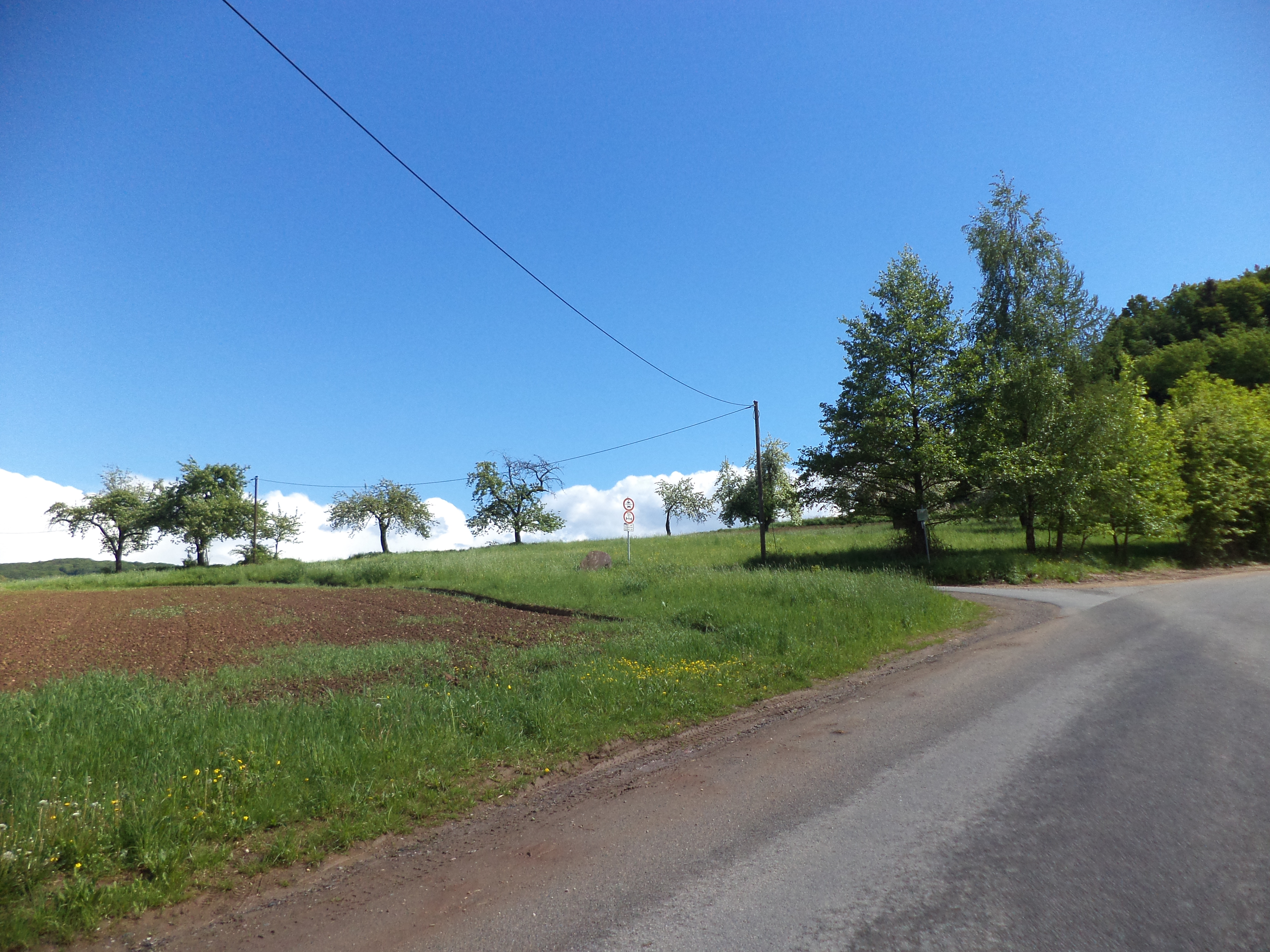
Der vermutete Standort des verschwundenen Dorfes Wohnstadt

Wohnstadt ist eine Wüstung im unterfränkischen Landkreis Aschaffenburg in Bayern.

## Geographie
Wohnstadt lag im mittleren Kahlgrund einige hundert Meter von der Ortschaft Brücken entfernt auf dem heutigen Gebiet des Marktes Mömbris zwischen der Gemarkung Brücken und der Mömbriser Gemeindekläranlage unterhalb des Giftigen Berges.

## Geschichte

### Mittelalter
Um 1350 wird die Siedlung unter dem Namen Nostad erwähnt. In einigen alten Flurkarten taucht auch die Schreibweise Wohnstatt auf. Im Volksmund wird die Wüstung "Woschert" genannt. Im Mittelalter gehörte Wohnstadt zum Gericht Mömbris, das wiederum Teil des Freigerichts Alzenau war. Das Freigericht war zwar reichsunmittelbar, aber das Reich verpfändete oder vergab das Gebiet immer wieder. So wechselten die Landesherren, zu denen die Herren und späteren Grafen von Hanau, die Herren von Randenburg und die Herren von Eppstein zählten.

### Neuzeit
Im Jahr 1500 belehnte der römisch-deutsche König Maximilian I. den Erzbischof von Mainz und den Grafen von Hanau-Münzenberg gemeinsamen mit dem Freigericht, das sie nun als Kondominat verwalteten. Da im Freigericht auch zur Zeit des Kondominats die kirchliche Jurisdiktion bei den Erzbischöfen von Mainz verblieb, konnte sich die Reformation – im Gegensatz zur Grafschaft Hanau-Münzenberg – hier nicht durchsetzen. Wohnstadt blieb römisch-katholisch. 1585 wird Wohnstadt als zur Pfarrei Mömbris gehörig erwähnt. Die meisten urkundlichen Erwähnungen stammen aus dem 17. und 18. Jahrhundert, als Wohnstadt oft verpfändet wurde.
Mit Graf Johann Reinhard III. starb 1736 der letzte männlicher Vertreter des Hauses Hanau. Erbe des hanau-münzenberger Landesteils war aufgrund eines Vertrages der Landgraf von Hessen-Kassel. Ob sich sein Erbe auch auf den Hanauer Anteil an dem Kondominat erstreckte, war in den folgenden Jahren zwischen Kurmainz und Hessen-Kassel heftig umstritten. Der Streit endete in einem Kompromiss, dem „Partifikationsrezess“ von 1740, der eine Realteilung des Kondominats vorsah. Es dauerte allerdings bis 1748, bis der Vertrag umgesetzt war. Wohnstadt fiel dadurch Kurmainz zu.
Der Reichsdeputationshauptschluss des Jahres 1803 schlug Wohnstadt der Landgrafschaft Hessen-Darmstadt zu, die es aber nur 13 Jahre behielt. Im Jahr 1816 trat das nunmehrige Großherzogtum Hessen den Ort an das Königreich Bayern ab.

### Reste
Heute weist allein eine kleine Quelle, die jetzt als Tränke für Vögel und Wild dient, auf Wohnstadt hin. Im Zweiten Weltkrieg sollen, als im Bereich der Wiese, die heute das einstige Siedlungsareal bedeckt, eine Bombe fiel, Reste des Dorfes freigesprengt worden sein. Es ist also davon auszugehen, dass die Wüstung noch als Bodendenkmal vorhanden ist.
Der Wohnstädter Weg in Brücken und die Straße Auf der Wohnstadt an der Gemeindekläranlage sind nach der Wüstung benannt.

## Weitere Wüstungen in der Region
| - Altdorf (bei Babenhausen) - Armansgesäß (bei Altenhaßlau) - Biebigheim (bei Wenigumstadt) - Bruchhausen (bei Hörstein) - Grubingen (bei Großheubach) - Hausen (bei Mömlingen) | - Hergeresfeld (bei Wirtheim) - Hildenhausen (bei Harreshausen) - Hüttenberg (bei Mensengesäß) - Karlesberg (bei Mömbris) - Langenbrücken (bei Babenhausen) - Das alte Nilkheim (bei Leider) | - Prischoß (bei Alzenau) - Das alte Ringheim (bei Großostheim) - Rothenberg (bei Niedersteinbach) - Ruchelnheim (bei Obernau) - Sadelbach (bei Feldkahl) - Zell (bei Zellhausen) |